# Örjans Vall
Az Örjans Vall egy labdarúgó-stadion Halmstadban, Svédországban. A stadion 1922-ben épült, maximális befogadóképessége 15 500 fő.
Az 1958-as labdarúgó-világbajnokság egyik helyszíne volt, két csoportmérkőzést rendeztek itt. 

## Események

### 1958-as világbajnokság
| Dátum       | Időpont UTC+1 | Pályaválasztó  | Eredmény | Vendég         | Forduló    | Nézők  |
| ----------- | ------------- | -------------- | -------- | -------------- | ---------- | ------ |
| 1958.06.08. | 19.00         | Észak-Írország | 1–0      | Csehszlovákia  | 1. csoport | 10 647 |
| 1958.06.11. | 19.00         | Argentína      | 3–1      | Észak-Írország | 1. csoport | 14 174 |

### 2009-es U21-es Európa-bajnokság
| Dátum       | Időpont UTC+1 | Pályaválasztó | Eredmény | Vendég     | Forduló   | Nézők |
| ----------- | ------------- | ------------- | -------- | ---------- | --------- | ----- |
| 2009.06.15. | 18.15         | Anglia        | 2–1      | Finnország | B csoport | 6 828 |
| 2009.06.18. | 18.15         | Németország   | 2–0      | Finnország | B csoport | 6 011 |
| 2009.06.22. | 20.45         | Németország   | 1–1      | Anglia     | B csoport | 7 414 |

### 2013-as női Európa-bajnokság
| Dátum       | Időpont UTC+1 | Pályaválasztó | Eredmény | Vendég      | Forduló     | Nézők |
| ----------- | ------------- | ------------- | -------- | ----------- | ----------- | ----- |
| 2013.07.10. | 18.00         | Olaszország   | 0–0      | Finnország  | A csoport   | 3 011 |
| 2013.07.13. | 18.00         | Olaszország   | 2–1      | Dánia       | A csoport   | 2 190 |
| 2013.07.16. | 20.30         | Svédország    | 3–1      | Olaszország | A csoport   | 7 288 |
| 2013.07.21. | 15.00         | Svédország    | 4–0      | Izland      | Negyeddöntő | 7 468 |